# Fußball-Weltmeisterschaft 2014/Gruppe H
| Pl. | Land     | Sp. | S | U | N | Tore    | Diff. | Punkte |
| --- | -------- | --- | - | - | - | ------- | ----- | ------ |
| 1.  | Belgien  | 3   | 3 | 0 | 0 | 004:100 | +3    | 09     |
| 2.  | Algerien | 3   | 1 | 1 | 1 | 006:500 | +1    | 04     |
| 3.  | Russland | 3   | 0 | 2 | 1 | 002:300 | −1    | 02     |
| 4.  | Südkorea | 3   | 0 | 1 | 2 | 003:600 | −3    | 01     |

Gruppe H der Fußball-Weltmeisterschaft 2014:

## Belgien – Algerien 2:1 (0:1)
| Belgien                                                                                            | Belgien | Algerien | Algerien | Aufstellung                        |
| -------------------------------------------------------------------------------------------------- | --- | --- | -------- | ---------------------------------- |
| Belgien                                                                                            | \| 1. Spieltag \| \| 17. Juni 2014 um 13:00 Uhr (18:00 Uhr MESZ) in Belo Horizonte (Estádio Governador Magalhães Pinto) \| \| Zuschauer: 56.800 \| \| Schiedsrichter: Marco Antonio Rodríguez Moreno ( Mexiko) \| \| Spielbericht \|                                         | \| 1. Spieltag \| \| 17. Juni 2014 um 13:00 Uhr (18:00 Uhr MESZ) in Belo Horizonte (Estádio Governador Magalhães Pinto) \| \| Zuschauer: 56.800 \| \| Schiedsrichter: Marco Antonio Rodríguez Moreno ( Mexiko) \| \| Spielbericht \|                                                                      | Algerien | Aufstellung Belgien gegen Algerien |
| Belgien                                                                                            | Thibaut Courtois – Toby Alderweireld, Daniel Van Buyten, Vincent Kompany , Jan Vertonghen – Axel Witsel, Mousa Dembélé (65. Marouane Fellaini) – Nacer Chadli (46. Dries Mertens), Kevin De Bruyne, Eden Hazard – Romelu Lukaku (58. Divock Origi) Cheftrainer: Marc Wilmots | Raïs M’Bolhi – Madjid Bougherra , Faouzi Ghoulam, Rafik Halliche, Carl Medjani (84. Nabil Ghilas) – Sofiane Feghouli, Nabil Bentaleb, Saphir Taïder, Riyad Mahrez (71. Medhi Lacen), Mehdi Mostefa – El Arbi Hillel Soudani (66. Islam Slimani) Cheftrainer: Vahid Halilhodžić ( Bosnien und Herzegowina) | Algerien | Aufstellung Belgien gegen Algerien |
| Belgien                                                                                            | 1:1 Fellaini (70.) 2:1 Mertens (80.) | 0:1 Feghouli (24., Foulelfmeter) | Algerien | Aufstellung Belgien gegen Algerien |
| Belgien                                                                                            | Vertonghen (24.) | Bentaleb (34.) | Algerien | Aufstellung Belgien gegen Algerien |
| Belgien                                                                                            | Man of the Match: Kevin De Bruyne (Belgien) | | Algerien | Aufstellung Belgien gegen Algerien |
| 1. Spieltag                                                                                        | | |          |                                    |
| 17. Juni 2014 um 13:00 Uhr (18:00 Uhr MESZ) in Belo Horizonte (Estádio Governador Magalhães Pinto) | | |          |                                    |
| Zuschauer: 56.800                                                                                  | | |          |                                    |
| Schiedsrichter: Marco Antonio Rodríguez Moreno ( Mexiko)                                           | | |          |                                    |
| Spielbericht                                                                                       | | |          |                                    |

## Russland – Südkorea 1:1 (0:0)
| Russland                                                                         | Russland | Südkorea | Südkorea | Aufstellung                         |
| -------------------------------------------------------------------------------- | --- | --- | -------- | ----------------------------------- |
| Russland                                                                         | \| 1. Spieltag \| \| 17. Juni 2014 um 18:00 Uhr (18. Juni, 00:00 Uhr MESZ) in Cuiabá (Arena Pantanal) \| \| Zuschauer: 37.603 \| \| Schiedsrichter: Néstor Pitana ( Argentinien) \| \| Spielbericht \| | \| 1. Spieltag \| \| 17. Juni 2014 um 18:00 Uhr (18. Juni, 00:00 Uhr MESZ) in Cuiabá (Arena Pantanal) \| \| Zuschauer: 37.603 \| \| Schiedsrichter: Néstor Pitana ( Argentinien) \| \| Spielbericht \|                                                    | Südkorea | Aufstellung Russland gegen Südkorea |
| Russland                                                                         | Igor Akinfejew – Sergei Ignaschewitsch, Wassili Beresuzki , Andrei Jeschtschenko, Dmitri Kombarow – Denis Gluschakow (72. Igor Denissow), Oleg Schatow (59. Alan Dsagojew), Wiktor Faisulin – Alexander Kokorin, Juri Schirkow (71. Alexander Kerschakow), Alexander Samedow Cheftrainer: Fabio Capello ( Italien) | Jung Sung-ryong – Yun Suk-young, Kim Young-gwon, Lee Yong, Hong Jeong-ho (73. Hwang Seok-ho) – Son Heung-min (84. Kim Bo-kyung), Han Kook-young, Ki Sung-yong, Lee Chung-yong – Park Chu-young (56. Lee Keun-ho), Koo Ja-cheol Cheftrainer: Hong Myung-bo | Südkorea | Aufstellung Russland gegen Südkorea |
| Russland                                                                         | 1:1 Kerschakow (74.) | 0:1 Lee Keun-ho (68.) | Südkorea | Aufstellung Russland gegen Südkorea |
| Russland                                                                         | Schatow (49.) | Son Heung-min (13.), Ki Sung-yong (30.), Koo Ja-cheol (90.) | Südkorea | Aufstellung Russland gegen Südkorea |
| Russland                                                                         | Man of the Match: Son Heung-min (Südkorea) | | Südkorea | Aufstellung Russland gegen Südkorea |
| 1. Spieltag                                                                      | | |          |                                     |
| 17. Juni 2014 um 18:00 Uhr (18. Juni, 00:00 Uhr MESZ) in Cuiabá (Arena Pantanal) | | |          |                                     |
| Zuschauer: 37.603                                                                | | |          |                                     |
| Schiedsrichter: Néstor Pitana ( Argentinien)                                     | | |          |                                     |
| Spielbericht                                                                     | | |          |                                     |

## Belgien – Russland 1:0 (0:0)
| Belgien                                                                  | Belgien | Russland | Russland | Aufstellung                        |
| ------------------------------------------------------------------------ | --- | --- | -------- | ---------------------------------- |
| Belgien                                                                  | \| 2. Spieltag \| \| 22. Juni 2014 um 13:00 Uhr (18:00 Uhr MESZ) in Rio de Janeiro (Maracanã) \| \| Zuschauer: 73.819 \| \| Schiedsrichter: Felix Brych ( Deutschland) \| \| Spielbericht \|                                                                                      | \| 2. Spieltag \| \| 22. Juni 2014 um 13:00 Uhr (18:00 Uhr MESZ) in Rio de Janeiro (Maracanã) \| \| Zuschauer: 73.819 \| \| Schiedsrichter: Felix Brych ( Deutschland) \| \| Spielbericht \| | Russland | Aufstellung Belgien gegen Russland |
| Belgien                                                                  | Thibaut Courtois – Toby Alderweireld, Daniel Van Buyten, Vincent Kompany , Thomas Vermaelen (31. Jan Vertonghen) – Axel Witsel, Marouane Fellaini – Dries Mertens (75. Kevin Mirallas), Kevin De Bruyne, Eden Hazard – Romelu Lukaku (57. Divock Origi) Cheftrainer: Marc Wilmots | Igor Akinfejew – Alexei Koslow (62. Andrei Jeschtschenko), Wassili Beresuzki , Sergei Ignaschewitsch, Dmitri Kombarow – Denis Gluschakow – Wiktor Faisulin – Alexander Samedow (90. Alexander Kerschakow), Oleg Schatow (83. Alan Dsagojew), Maxim Kanunnikow – Alexander Kokorin Cheftrainer: Fabio Capello ( Italien) | Russland | Aufstellung Belgien gegen Russland |
| Belgien                                                                  | 1:0 Origi (88.) | | Russland | Aufstellung Belgien gegen Russland |
| Belgien                                                                  | Witsel (54.), Alderweireld (73.) | Gluschakow (38.) | Russland | Aufstellung Belgien gegen Russland |
| Belgien                                                                  | Man of the Match: Eden Hazard (Belgien) | | Russland | Aufstellung Belgien gegen Russland |
| 2. Spieltag                                                              | | |          |                                    |
| 22. Juni 2014 um 13:00 Uhr (18:00 Uhr MESZ) in Rio de Janeiro (Maracanã) | | |          |                                    |
| Zuschauer: 73.819                                                        | | |          |                                    |
| Schiedsrichter: Felix Brych ( Deutschland)                               | | |          |                                    |
| Spielbericht                                                             | | |          |                                    |

## Südkorea – Algerien 2:4 (0:3)
| Südkorea                                                                        | Südkorea | Algerien | Algerien | Aufstellung                         |
| ------------------------------------------------------------------------------- | --- | --- | -------- | ----------------------------------- |
| Südkorea                                                                        | \| 2. Spieltag \| \| 22. Juni 2014 um 16:00 Uhr (21:00 Uhr MESZ) in Porto Alegre (Estádio Beira-Rio) \| \| Zuschauer: 42.732 \| \| Schiedsrichter: Wilmar Roldán ( Kolumbien) \| \| Spielbericht \|                                                        | \| 2. Spieltag \| \| 22. Juni 2014 um 16:00 Uhr (21:00 Uhr MESZ) in Porto Alegre (Estádio Beira-Rio) \| \| Zuschauer: 42.732 \| \| Schiedsrichter: Wilmar Roldán ( Kolumbien) \| \| Spielbericht \| | Algerien | Aufstellung Südkorea gegen Algerien |
| Südkorea                                                                        | Jung Sung-ryong – Lee Yong, Kim Young-gwon, Hong Jeong-ho, Yun Suk-young – Ki Sung-yong, Lee Chung-yong (64. Lee Keun-ho) – Han Kook-young (78. Ji Dong-won), Koo Ja-cheol , Son Heung-min – Park Chu-young (57. Kim Shin-wook) Cheftrainer: Hong Myung-bo | Raïs M’Bolhi – Aïssa Mandi, Madjid Bougherra (89. Essaïd Belkalem), Rafik Halliche, Djamel Mesbah – Carl Medjani, Nabil Bentaleb – Sofiane Feghouli, Yacine Brahimi (77. Medhi Lacen), Abdelmoumene Djabou (73. Nabil Ghilas) – Islam Slimani Cheftrainer: Vahid Halilhodžić ( Bosnien und Herzegowina) | Algerien | Aufstellung Südkorea gegen Algerien |
| Südkorea                                                                        | 1:3 Son (50.) 2:4 Koo (72.) | 0:1 Slimani (26.) 0:2 Halliche (28.) 0:3 Djabou (38.) 1:4 Brahimi (62.) | Algerien | Aufstellung Südkorea gegen Algerien |
| Südkorea                                                                        | Lee Yong (52.), Han Kook-young (69.) | Bougherra (67.) | Algerien | Aufstellung Südkorea gegen Algerien |
| Südkorea                                                                        | Man of the Match: Islam Slimani (Algerien) | | Algerien | Aufstellung Südkorea gegen Algerien |
| 2. Spieltag                                                                     | | |          |                                     |
| 22. Juni 2014 um 16:00 Uhr (21:00 Uhr MESZ) in Porto Alegre (Estádio Beira-Rio) | | |          |                                     |
| Zuschauer: 42.732                                                               | | |          |                                     |
| Schiedsrichter: Wilmar Roldán ( Kolumbien)                                      | | |          |                                     |
| Spielbericht                                                                    | | |          |                                     |

## Südkorea – Belgien 0:1 (0:0)
| Südkorea                                                                     | Südkorea | Belgien | Belgien | Aufstellung                        |
| ---------------------------------------------------------------------------- | --- | --- | ------- | ---------------------------------- |
| Südkorea                                                                     | \| 3. Spieltag \| \| 26. Juni 2014 um 17:00 Uhr (22:00 Uhr MESZ) in São Paulo (Arena Corinthians) \| \| Zuschauer: 61.397 \| \| Schiedsrichter: Ben Williams ( Australien) \| \| Spielbericht \|                                     | \| 3. Spieltag \| \| 26. Juni 2014 um 17:00 Uhr (22:00 Uhr MESZ) in São Paulo (Arena Corinthians) \| \| Zuschauer: 61.397 \| \| Schiedsrichter: Ben Williams ( Australien) \| \| Spielbericht \|                                                                                  | Belgien | Aufstellung Südkorea gegen Belgien |
| Südkorea                                                                     | Kim Seung-gyu – Hong Jeong-ho, Yun Suk-young, Kim Young-gwon, Lee Yong – Son Heung-min (73. Ji Dong-won), Han Kook-young (46. Lee Keun-ho), Ki Sung-yong – Kim Shin-wook (66. Kim Bo-kyung), Koo Ja-cheol Cheftrainer: Hong Myung-bo | Thibaut Courtois – Anthony Vanden Borre, Daniel Van Buyten, Nicolas Lombaerts, Jan Vertonghen – Steven Defour, Mousa Dembélé – Dries Mertens (60. Divock Origi), Marouane Fellaini, Adnan Januzaj (60. Nacer Chadli) – Kevin Mirallas (88. Eden Hazard) Cheftrainer: Marc Wilmots | Belgien | Aufstellung Südkorea gegen Belgien |
| Südkorea                                                                     | 0:1 Vertonghen (78.) | | Belgien | Aufstellung Südkorea gegen Belgien |
| Südkorea                                                                     | Hong Jeong-ho (35.) | Dembélé (50.) | Belgien | Aufstellung Südkorea gegen Belgien |
| Südkorea                                                                     | Defour (45.) | | Belgien | Aufstellung Südkorea gegen Belgien |
| Südkorea                                                                     | Man of the Match: Jan Vertonghen (Belgien) | | Belgien | Aufstellung Südkorea gegen Belgien |
| 3. Spieltag                                                                  | | |         |                                    |
| 26. Juni 2014 um 17:00 Uhr (22:00 Uhr MESZ) in São Paulo (Arena Corinthians) | | |         |                                    |
| Zuschauer: 61.397                                                            | | |         |                                    |
| Schiedsrichter: Ben Williams ( Australien)                                   | | |         |                                    |
| Spielbericht                                                                 | | |         |                                    |

## Algerien – Russland 1:1 (0:1)
| Algerien                                                                   | Algerien | Russland | Russland | Aufstellung                         |
| -------------------------------------------------------------------------- | --- | --- | -------- | ----------------------------------- |
| Algerien                                                                   | \| 3. Spieltag \| \| 26. Juni 2014 um 17:00 Uhr (22:00 Uhr MESZ) in Curitiba (Arena da Baixada) \| \| Zuschauer: 39.311 \| \| Schiedsrichter: Cüneyt Çakır ( Türkei) \| \| Spielbericht \| | \| 3. Spieltag \| \| 26. Juni 2014 um 17:00 Uhr (22:00 Uhr MESZ) in Curitiba (Arena da Baixada) \| \| Zuschauer: 39.311 \| \| Schiedsrichter: Cüneyt Çakır ( Türkei) \| \| Spielbericht \| | Russland | Aufstellung Algerien gegen Russland |
| Algerien                                                                   | Raïs M’Bolhi – Aïssa Mandi, Essaïd Belkalem, Rafik Halliche , Djamel Mesbah – Carl Medjani, Nabil Bentaleb – Sofiane Feghouli, Yacine Brahimi (71. Hassan Yebda), Abdelmoumene Djabou (77. Nabil Ghilas) – Islam Slimani (90.+2' El Arbi Hillel Soudani) Cheftrainer: Vahid Halilhodžić ( Bosnien und Herzegowina) | Igor Akinfejew – Alexei Koslow, Wassili Beresuzki , Sergei Ignaschewitsch, Dmitri Kombarow – Denis Gluschakow (46. Igor Denissow) – Alexander Samedow, Oleg Schatow (67. Alan Dsagojew), Wiktor Faisulin, Alexander Kerschakow (81. Maxim Kanunnikow) – Alexander Kokorin Cheftrainer: Fabio Capello ( Italien) | Russland | Aufstellung Algerien gegen Russland |
| Algerien                                                                   | 1:1 Slimani (60.) | 0:1 Kokorin (6.) | Russland | Aufstellung Algerien gegen Russland |
| Algerien                                                                   | Mesbah (40.), Ghilas (87.), Cadamuro-Bentaïba (90.+3') | Kombarow (57.), Koslow (59.) | Russland | Aufstellung Algerien gegen Russland |
| Algerien                                                                   | Man of the Match: Islam Slimani (Algerien) | | Russland | Aufstellung Algerien gegen Russland |
| 3. Spieltag                                                                | | |          |                                     |
| 26. Juni 2014 um 17:00 Uhr (22:00 Uhr MESZ) in Curitiba (Arena da Baixada) | | |          |                                     |
| Zuschauer: 39.311                                                          | | |          |                                     |
| Schiedsrichter: Cüneyt Çakır ( Türkei)                                     | | |          |                                     |
| Spielbericht                                                               | | |          |                                     |

Vor dem Ausgleichstreffer der Algerier wurde der russische Nationaltorhüter Igor Akinfejew von einem algerischen Fan im Stadion mit einem Laserpointer geblendet. Fabio Capello, der Trainer der russischen Elf, sah darin den Grund für den Gegentreffer, der das Ausscheiden der Sbornaja zur Folge hatte. Der Täter konnte nicht identifiziert werden, der algerische Fußballverband jedoch wurde zu einer Geldstrafe von 50.000 CHF verurteilt.